# Araçari-de-bico-de-marfim
O araçari-de-bico-de-marfim (Pteroglossus azara) é uma espécie de ave da família Ramphastidae.

## Etimologia
"Araçari" origina-se do termo tupi arasa'ri.

## Subespécies
- Araçari-de-bico-amarelo (P. a. flavirostris) - Fraser, 1841
- P. a. azara - (Vieillot, 1819)